# ユニタード
ユニタード（Unitard）は、肌に密着して長い脚と長い袖の付いたワンピース形式の衣装である。通常は手首と足首まで続いている。ユニタードはレオタードが長い脚を持っていない点でレオタードとは異なっており、ユニタードはレオタードとタイツの組み合わせと考えることもできる。また、ユニタードは基本的にはレスリングシングレットからタイツの部分を差し引いたものとも言えるが、一部のレスラーはユニフォームと股袋をさらに強調するために更にタイツを着用する。
ユニタードは、曲芸師、体操選手、ダンサー、曲馬師、アスリート、サーカスパフォーマー、アマチュアレスリング選手など、柔軟性を損なうことなく体全体を覆う必要がある人などが使用する。ユニタードには様々な色のものがある。漫画や広告、テレビ番組、映画に登場するスーパーヒーローは、ユニタードを着ていることが多い。
ロックバンドのクイーンのメンバーは、1970年代後半のコンサートでユニタードを着用していたことで知られている。1985年、ウィンブルドンで行われたテニスのウィンブルドン選手権女子シングルの部において、アン・ホワイト選手が1回戦の第2セットまで白のユニタード姿で出場。2021年には体操女子ドイツ代表が、スイスで行われた欧州選手権（第9回）、そして東京五輪でユニタードを着用し話題となった。